# Victor Schiff

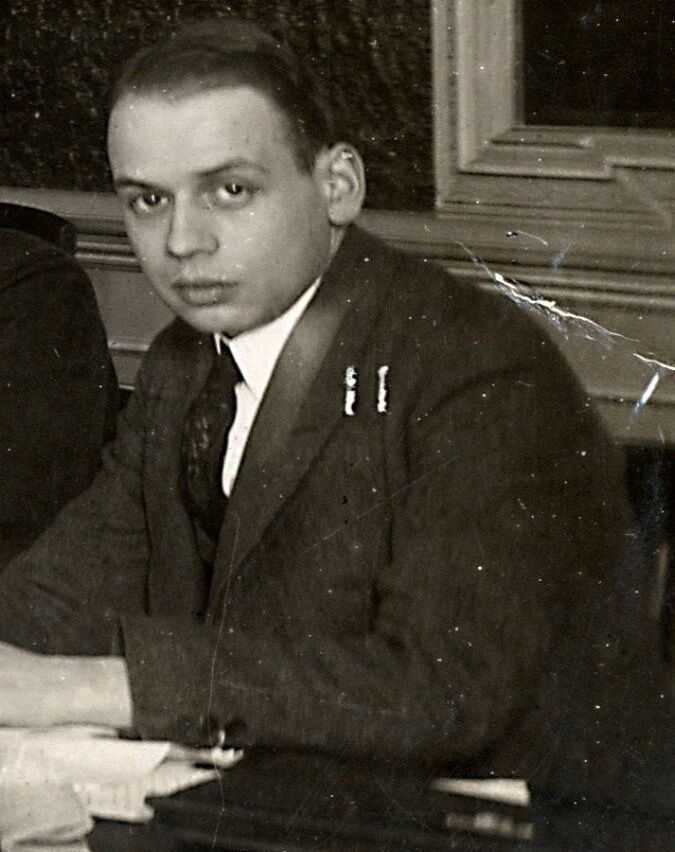
Victor Schiff bei einer internationalen Konferenz sozialistischer Parteien in Amsterdam, April 1921

Victor Schiff (* 21. Februar 1895 in Paris; † 14. Juni 1953 in Rom) war ein deutscher sozialdemokratisch eingestellter Journalist und Autor.

## Leben bis 1933
Schiff war während des Ersten Weltkrieges Soldat in der Armee von Österreich-Ungarn. Im Jahr 1917 trat er in Berlin der SPD bei. Schiff war 1919 Mitglied der deutschen Delegation bei den Friedensverhandlungen in Versailles. Ein Jahrzehnt später, 1929, schrieb Schiff darüber das Buch So war es in Versailles... Es wurde 1930 als The Germans at Versailles 1919 ins Englische übersetzt und erschien in London.
Zwischen 1920 und 1933 arbeitete er als außenpolitischer Redakteur für die sozialdemokratische Tageszeitung Vorwärts. Er veröffentlichte außerdem einige politische Abhandlungen bei SPD-Parteiverlagen. Zuerst gab er 1919 eine Edition von Reden des ermordeten französischen Sozialisten Jean Jaurès heraus, die der Vorwärts-Verlag auf Deutsch und auf Französisch publizierte. 
Er war einer der engsten Mitarbeiter von Vorwärts-Chefredakteur Friedrich Stampfer und hatte ausgezeichnete Kontakte ins Ausland. Er war häufig Berichterstatter bei für Deutschland wichtigen internationalen Konferenzen wie in Spa (1920), Genua (1922) und Locarno (1925) und beim Völkerbund. Reporter sozialistischer und sozialdemokratischer Parteizeitungen waren dort sehr selten. Schiff vertrat die Auffassung, dass sich die Arbeitsbedingungen solcher Berichterstatter dort technisch wie politisch wesentlich von der der Korrespondenten bürgerlicher Großverlage unterschied: zum einen wirtschaftlich und technisch, weil sie bei Reise- und Übermittlungsspesen, Hilfspersonal und Hilfsmitteln massiv im Nachteil gewesen seien, zum anderen politisch, weil Zugänge und Kontakte zu den Delegationen und die Berichterstattung selbst nie neutral, sondern internationalistisch-sozialistisch gefärbt und durch die Parteihaltung vorbestimmt gewesen seien.
Im Jahr 1931 sprach er sich dafür aus, bei allen Vorbehalten die Regierung von Heinrich Brüning zu unterstützen. Er hoffte so den deutschen Parlamentarismus über die Weltwirtschaftskrise hinweg zu helfen und ihn vor einer drohenden Diktatur zu retten.

## Exil
Nach dem Beginn der nationalsozialistischen Herrschaft wurde er zweimal verhaftet. Darauf emigrierte er zunächst nach Großbritannien und noch 1933 nach Frankreich. In Paris war Schiff Vertrauensmann der Sopade. Seinen Lebensunterhalt verdiente er sich als Korrespondent für den Daily Herald. Daneben arbeitete er auch für verschiedene deutsche Exilzeitungen.
Obwohl er bisher eher auf dem rechten Flügel der SPD stand, trat er 1935 als Befürworter eines Volksfrontbündnisses mit den Kommunisten hervor. Mit Willi Münzenberg und im Hintergrund unterstützt von sowjetischen Kreisen gründete er als Reaktion auf den Abessinienkrieg außerdem die sogenannte „Weltfriedensbewegung.“
Während der beiden ersten Jahre des spanischen Bürgerkriegs hielt sich Schiff als Korrespondent des Daily Herald in Spanien auf.
1940 emigrierte er nach London. Dort war er ab 1942 Ausschussmitglied der Londoner SPD-Ortsgruppe. Er war in dieser Zeit Anhänger eines „sozialpatriotischen“ Flügels wie ihn auch Friedrich Stampfer vertrat. Schiff sprach sich gegen einen „Diktatfrieden“ mit ausländischer Kontrolle aus. Er war Gegner von Gebietsabtretungen und einer einseitigen Abrüstung Deutschlands nach dem Krieg. Zwischen 1943 und 1944 verließ er die sozialdemokratische Exilgruppe und schloss sich der kommunistisch dominierten „Freien deutschen Bewegung“ an. Im Jahr 1944 kehrte er wieder zur Sozialdemokratie zurück.

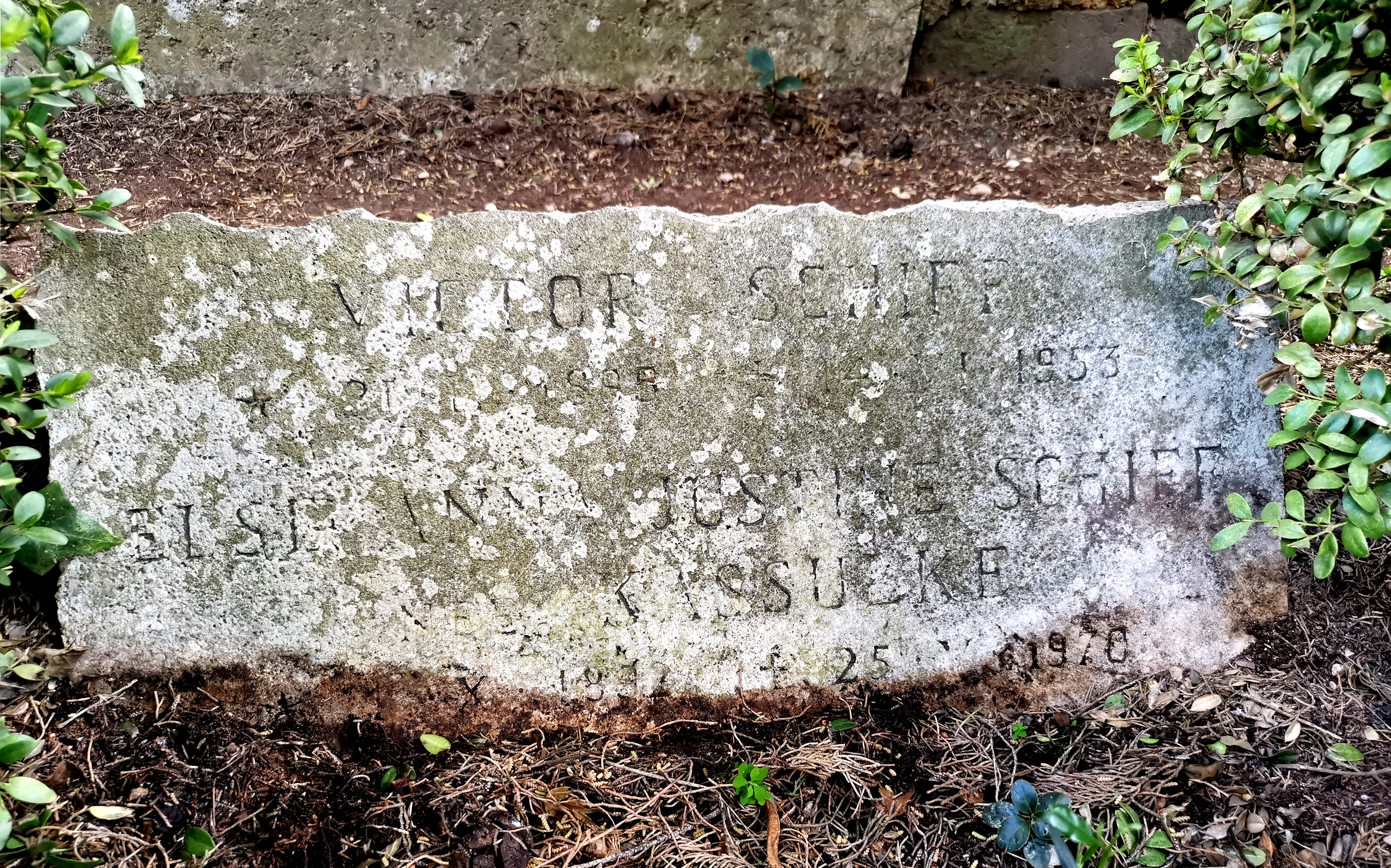
Grab auf dem Nichtkatholischen (Protestantischen) Friedhof Rom

Ab 1946 arbeitete er als Korrespondent des Daily Herald in Rom und hielt enge Verbindungen zur SPD.

## Werke
- (Hrsg.) Die Stimme aus dem Grabe: Reden von Jean Jaurès. Gesammelt und besprohen von Victor Schiff. Vorwärts Buchhandlung Paul Singer, Berlin 1919.
- (Hrsg.) La Voix d'outre-tombe. Discours de Jean Jaurès. Recueillis et commentés par Victor Schiff. Vorwärts Buchhandlung Paul Singer, Berlin 1919.
- Die notwendige Verständigung der Arbeiterklasse. Möglichkeiten und Voraussetzungen. J. H. W. Dietz Nachfolger, Berlin 1921.
- Die Höfle-Tragödie, Geschichte eines Justizmordes. Reihe Politische Prozesse. Verlag für Sozialwissenschaft, Berlin 1925.
- So war es in Versailles... J. H. W. Dietz Nachfolger, Berlin 1929.
- The Germans at Versailles 1919. Übersetzt von Geoffrey Dunlop. Williams and Norgate, London 1930.
- Wer hat den Rhein befreit? J. H. W. Dietz Nachfolger, Berlin 1930.